# وحدة سكتة دماغية متنقلة

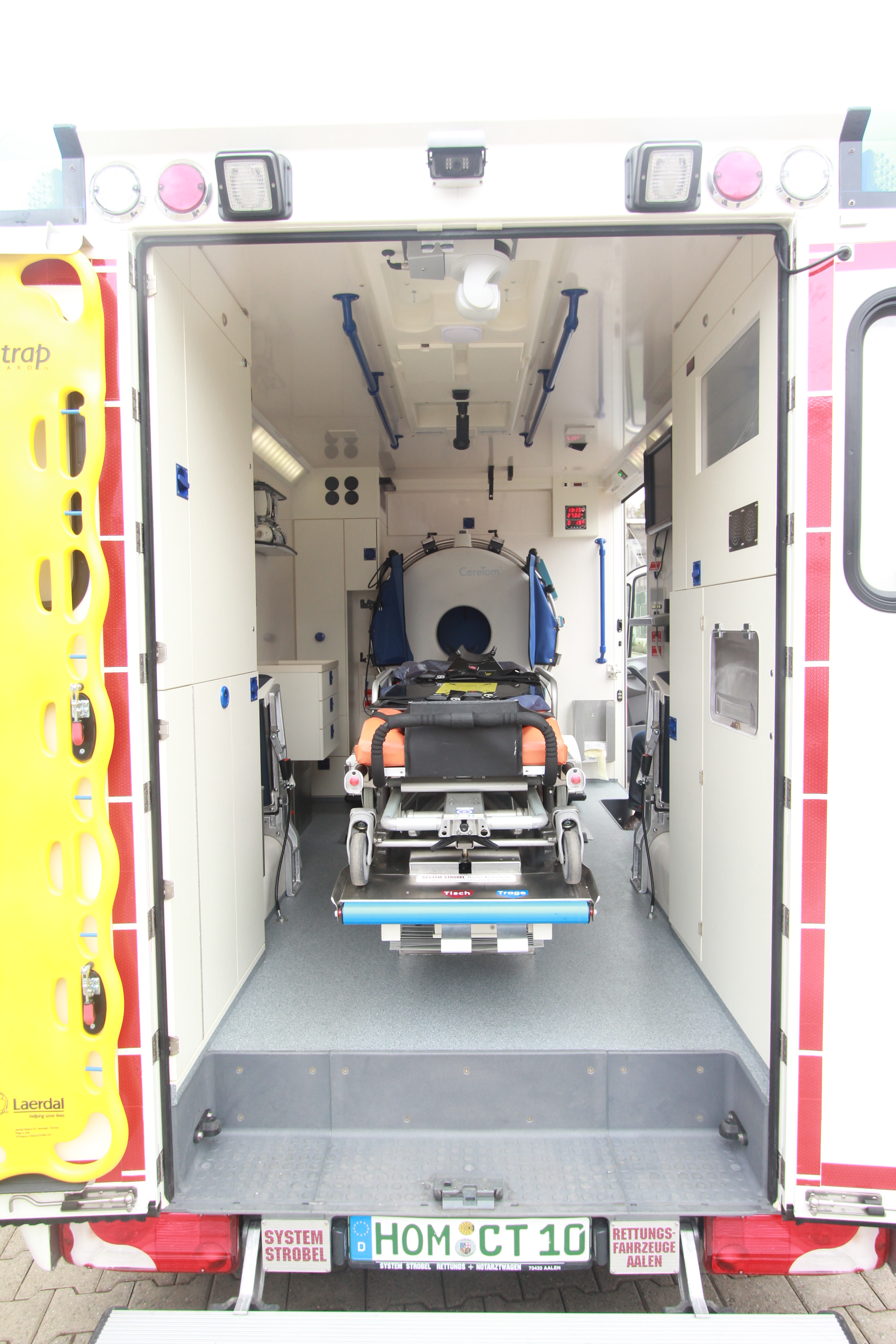
منظر داخلي لسيارة الإسعاف مزودة بجهاز تصوير بالرنين المغناطيسي متنقل.

وحدة السكتة الدماغية المتنقلة هي سيارة إسعاف من نوع خاص تقدم خدمات لتشخيص وتقييم وعلاج السكتة الدماغية الحادة. وتحتوي هذه الوحدة على جهاز لتصوير الدماغ (التصوير المقطعي المحوسب) ونقطة رعاية سريرية وطب إلكتروني تفاعلي بين سيارة الإسعاف والمستشفى (مثل العرض المصور لحالة المريض، وتبادل أشرطة الفيديو لفحص المريض) بجانب معدات الإسعاف العادية. وهكذا فإن سيارة الإسعاف المتخصصة هذه تشتمل على جميع الأدوات اللازمة لتقديم علاج فائق السرعة للمريض المصاب بالسكتة الدماغية والفرز القائم على التشخيص مباشرة في موقع الطوارئ حسب التشاور مع المستشفى.

## الغرض

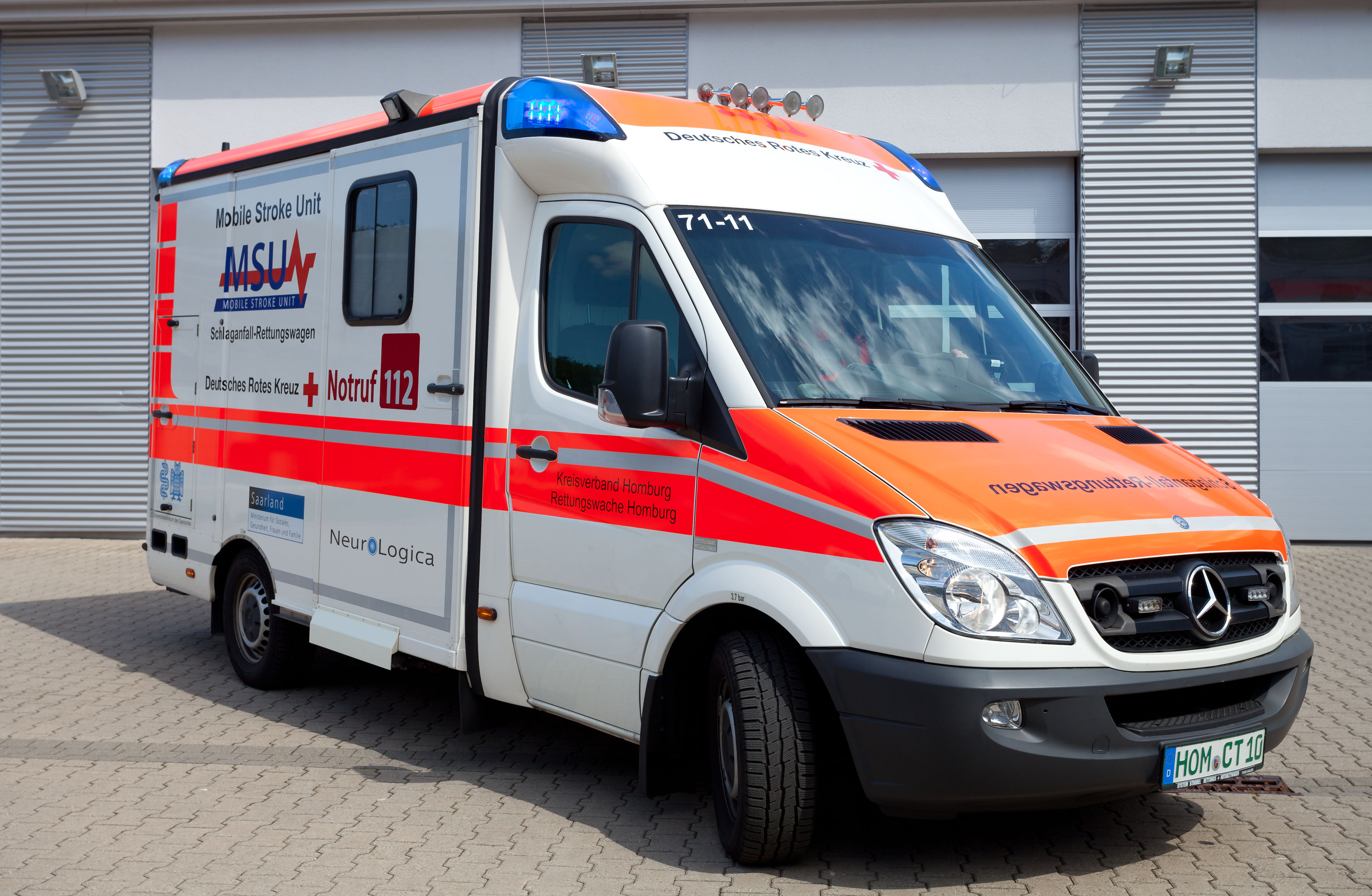
المنظر الخارجي لسيارة الإسعاف

وفقًا لمفهوم 'الوقت المفقود هو دماغ مفقود' (وهي عبارة تحمل معني المبالغة في الإسراع وعدم التأخر في التشخيص والعلاج) في السكتة الدماغية الحادة. فإنه يجب إجراء إعادة فتح الأوعية الدموية المسدودة (لحالات انسداد الشرايين) خلال الساعات الأولى بعد ظهور الأعراض (أفضل وقت هو خلال 4 ساعات من حدوث الجلطة). ولكن لللأسف معظم المرضى يصلون متأخرين للغاية إلى المستشفى، وبالتالي فإن الأقلية فقط منهم (5-10٪) هم من يحصلون على العلاجات الأساسية اللازمة لإعادة فتح الأوعية المسدودة، وإذا كان الأمر كذلك فغالباً ما يحدث ذلك متأخراً. وكحل محتمل لمشكلة التأخير الضارة في التعامل مع السكتة الدماغية، فقد تم تطوير مفهوم وحدة السكتة الدماغية المتنقلة، مما يتيح التشخيص والعلاج مباشرة في موقع الطوارئ أو أثناء الطريق بدلا من انتظار وصول المريض إلى المستشفى لتتم معالجته. وبعيدا عن أهمية الشروع في العلاج في وقت مبكر، فإن معرفة نوع السكتة الدماغية خلال التعامل معها في مرحلة ما قبل المستشفى تسمح باتخاذ قرارات دقيقة فيما يتعلق بالإجراء الأكثر ملاءمة عند الوصول للمستشفي، وهل يوجد في المستشفى إمكانية العلاج التدخلي أو جراحة الأعصاب أو لا.

## التاريخ والأدلة الحالية
نُشر مفهوم وحدة السكتة الدماغية المتنقلة لأول مرة عام 2003، وتحقق في الممارسة السريرية عام 2008 من قِبل Fassbender وآخرين في جامعة سارلاند بألمانيا، متمسكين بالتوجيهات والتوصيات الحالية. حيث تُقلل بشدة إستراتيجية «جلب المستشفى للمريض» من المنصرم بين الأعراض والعلاج، كما تسمح بفرز قائم على التشخيص لتحديد المستشفى المناسبة وغيرها من الخيارات. وقد أدت هذه الوحدات إلى زيادة معدلات العلاج والرعاية المحسنة للنزيف الدماغي مقارنة بالرعاية التقليدية في المستشفى كما هو موضح من قِبلهم وومن قِبل غيرهم في برلين، ألمانيا؛ هيوستن، تكساس، الولايات المتحدة الأمريكية؛ كليفلاند، أوهايو، الولايات المتحدة الأمريكية؛ أو Drøbak وأوسلو، النرويج.